# 9102 Фолар
9102 Фолар (9102 Foglar) — астероїд головного поясу, відкритий 12 грудня 1996 року.
Тіссеранів параметр щодо Юпітера — 3,221.